# Denny Bautista
Pour les articles homonymes, voir Bautista (homonymie).
Denny Bautista (né le 23 août 1980 à Sánchez, Samaná, République dominicaine) est un lanceur droitier de baseball. Il évolue de 2004 à 2010 dans la Ligue majeure de baseball et de 2011 à 2013 dans l'Organisation coréenne de baseball.

## Carrière
Bautista, un lanceur droitier, commence sa carrière dans les majeures le 25 mai 2004 avec les Orioles de Baltimore. Il évolue pour les Royals de Kansas City (2004-2006), les Rockies du Colorado (2006-2007), les Tigers de Détroit (2008), les Pirates de Pittsburgh (2008-2009) et les Giants de San Francisco (2010). Il est libéré par les Giants en octobre 2010, quelques jours avant la victoire du club en Série mondiale 2010. En décembre 2010, il signe un contrat des ligues mineures avec les Mariners de Seattle. Il n'évolue cependant qu'en ligues mineures durant son passage chez les Mariners, qui se termine en 2011.
De 2011 à 2013, Bautista joue en Corée du Sud avec les Hanwha Eagles de l'KBO.
Il lance en 2014 pour les Olmecas de Tabasco de la Ligue mexicaine de baseball.
En avril 2015, il signe un contrat des ligues mineures avec les Red Sox de Boston de la Ligue majeure de baseball.

## Vie personnelle
Denny Bautista est le cousin de Pedro Martínez.